# Cairn des Trois Royaumes
Le cairn des Trois Royaumes est un monument matérialisant un tripoint, l'intersection des frontières entre la Finlande, la Norvège et la Suède.

## Toponymie
Le monument est appelé Treriksröset en suédois, Treriksrøysa en norvégien, Kolmen valtakunnan rajapyykki en finnois et Golmma riikka urna en same du Nord.
Ces termes peuvent se traduire par « cairn des Trois Royaumes » et font référence au premier monument érigé à cet endroit à la fin du XIXe siècle pour indiquer les frontières entre les royaumes de Norvège, de Suède et l'Empire russe, qui administrait alors le Grand-duché de Finlande.

## Description

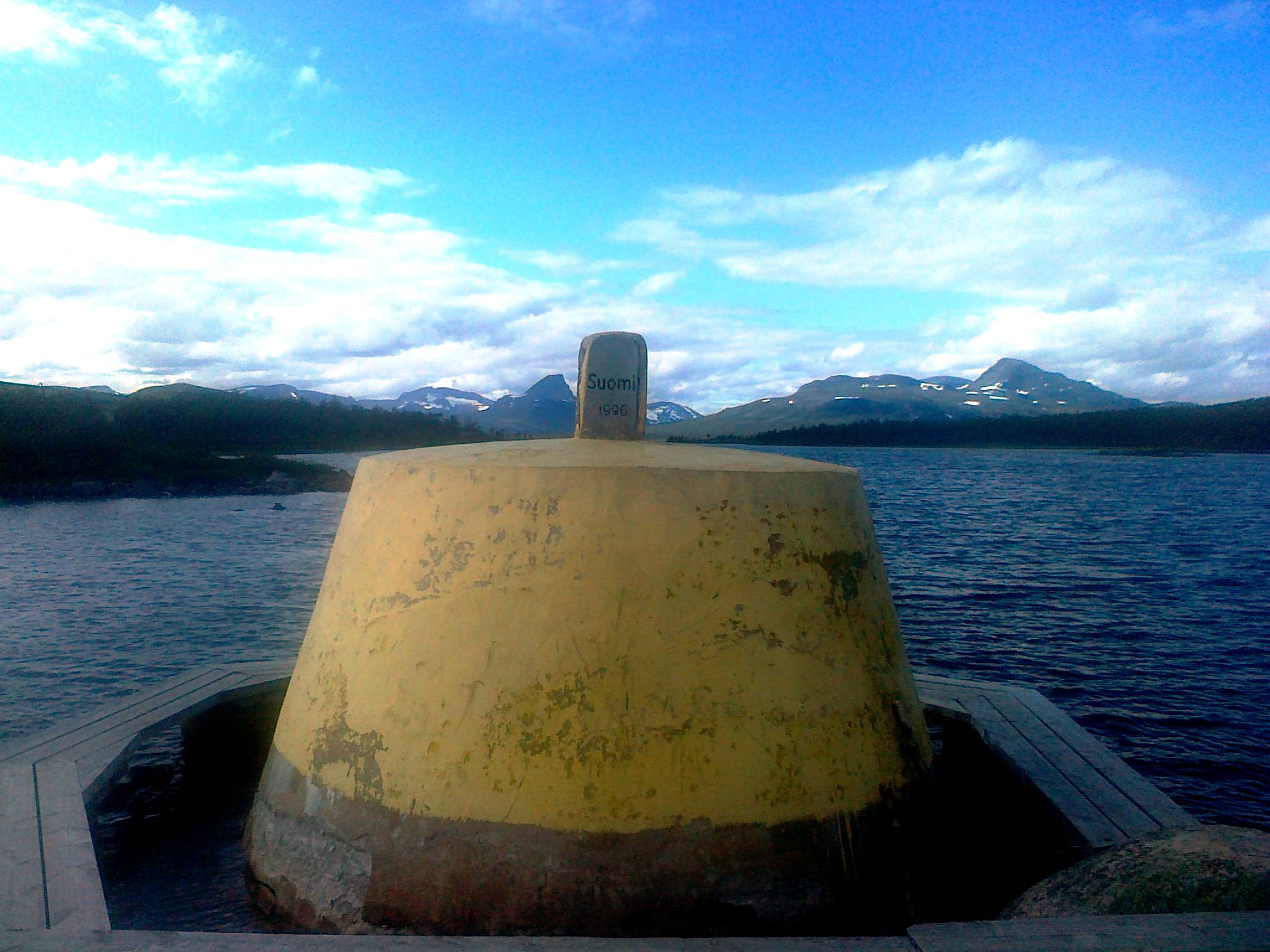
Le cairn des Trois Royaumes vu du côté finlandais.

Le cairn des Trois Royaumes est situé en Laponie, sur le territoire de la municipalité finlandaise d'Enontekiö, de la commune norvégienne de Storfjord et de la commune suédoise de Kiruna. Il constitue le point le plus septentrional de la Suède et le point le plus occidental de la Finlande continentale. Le lieu habité le plus proche est le village finlandais de Kilpisjärvi, dans la municipalité d'Enontekiö.
Le monument en lui-même a la forme d'un dôme de béton peint en jaune, d'une superficie de 14 m2 pour un diamètre de quatre mètres, placé à une dizaine de mètres du rivage du Kolttajärvi et accessible par un ponton en bois. On peut s'y rendre par un sentier de 11 km à travers la réserve naturelle de Malla, en partant de Kilpisjärvi.

## Histoire
Le premier monument commémoratif du tripoint est un cairn érigé en 1897 par les gouvernements de Norvège et de Russie, laquelle administre alors le Grand-duché de Finlande. À cette époque, le gouvernement suédois n'a pas trouvé d'accord avec le gouvernement norvégien au sujet de la frontière et la Suède n'ajoute sa pierre qu'en 1901.
Le monument actuel est construit en 1926.

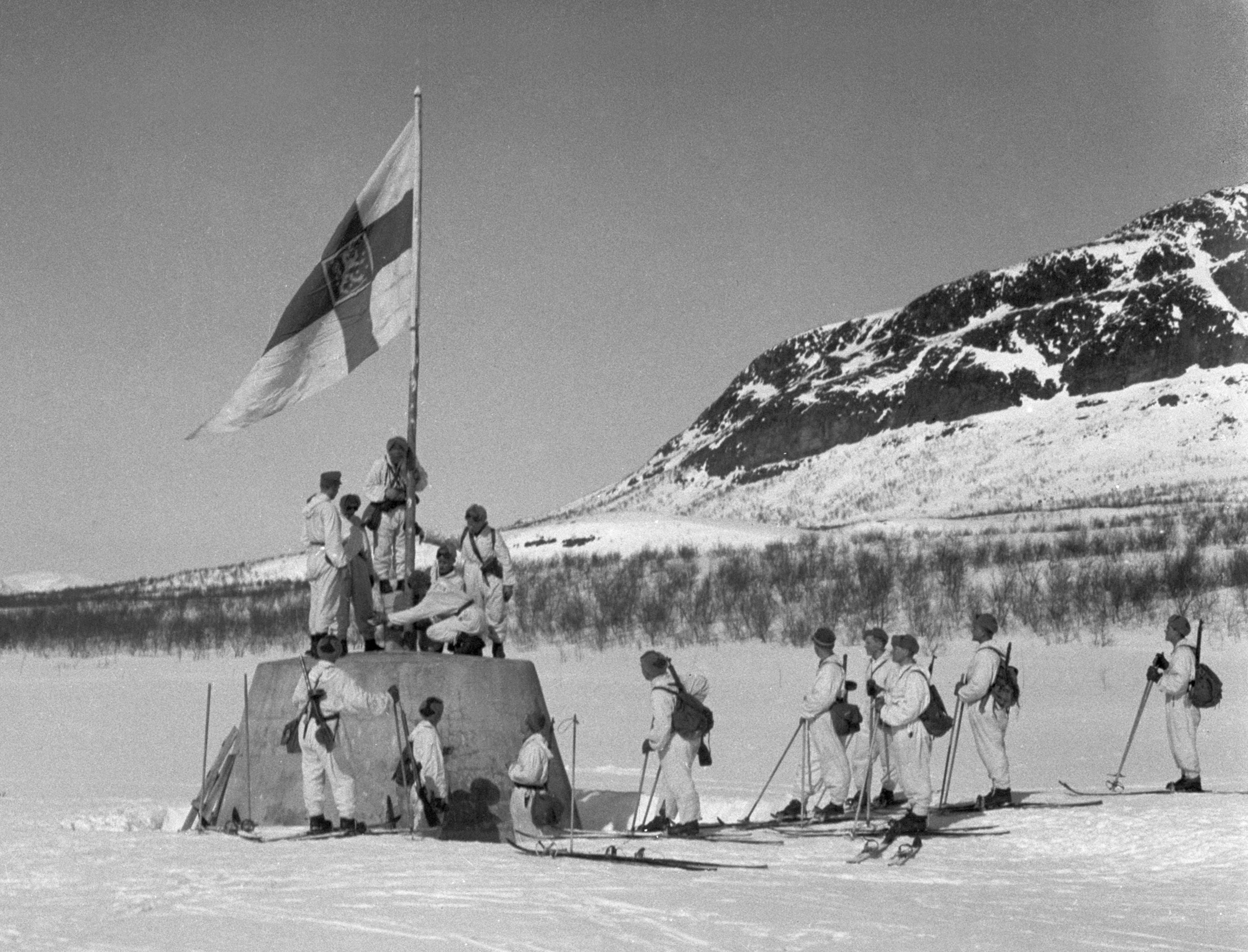
Des soldats finlandais hissent le drapeau de guerre sur le cairn des Trois Royaumes entre la Norvège, la Suède et la Finlande, le 27 avril 1945, date de la fin de la Seconde Guerre mondiale en Finlande.